# Spare Parts
Spare Parts — второй студийный альбом британской рок-группы Status Quo и последний альбом группы, выдержанный в стиле психоделического рока. Также этот альбом примечателен тем, что начиная с него началось сотрудничество Боба Янга с группой. Он стал соавтором некоторых песен, вошедших в пластинку.
Альбом включает в себя песню «You’re Just What I Was Looking for Today», написанную Кэрол Кинг и Джерри Гоффином.
С альбома планировалось выпустить один сингл. Им стала песня Энтони Кинга «Are You Growing Tired of My Love». На обороте сингла была песня Алана Ланкастера «So Ends Another Life». Сингл был выпущен в апреле 1969 года и занял 46 место в UK Singles Chart.
Альбом был выпущен в сентябре 1969 года и не имел коммерческого успеха.
После провала альбома группа выпустила неальбомный сингл — кавер-версию песни дуэта The Everly Brothers «The Price of Love», которая также была выпущена в сентябре 1969 года, вместе с синглом «Little Miss Nothing», выпущенном в качестве би-сайда и написанным Фрэнсисом Росси и Риком Парфиттом.

## Список композиций
| №  | Название                                   | Автор(ы)                   | Длительность |
| -- | ------------------------------------------ | -------------------------- | ------------ |
| 1. | «Face Without a Soul»                      | Фрэнсис Росси, Рик Парфитт | 3:08         |
| 2. | «You’re Just What I Was Looking for Today» | Джерри Гоффин, Кэрол Кинг  | 3:50         |
| 3. | «Are You Growing Tired of My Love»         | Энтони Кинг                | 3:37         |
| 4. | «Antique Angelique»                        | Алан Ланкастер, Боб Янг    | 3:22         |
| 5. | «So Ends Another Life»                     | Алан Ланкастер             | 3:12         |
| 6. | «Poor Old Man»                             | Фрэнсис Росси, Рик Парфитт | 3:36         |

| №  | Название              | Автор(ы)                            | Длительность |
| -- | --------------------- | ----------------------------------- | ------------ |
| 1. | «Mr. Mind Detector»   | Кэрол Кинг                          | 4:01         |
| 2. | «The Clown»           | Алан Ланкастер, Боб Янг, Пол Никсон | 3:22         |
| 3. | «Velvet Curtains»     | Кэрол Кинг                          | 2:56         |
| 4. | «Little Miss Nothing» | Фрэнсис Росси, Рик Парфитт          | 2:59         |
| 5. | «When I Awake»        | Алан Ланкастер, Боб Янг             | 3:49         |
| 6. | «Nothing at All»      | Алан Ланкастер, Рой Лайнс, Боб Янг  | 3:52         |

| №  | Название                                           | Автор(ы)                        | Длительность |
| -- | -------------------------------------------------- | ------------------------------- | ------------ |
| 1. | «The Price of Love»                                | Дон Эверли, Фил Эверли          | 3:42         |
| 2. | «Josie»                                            | Дион Фрэнсис ДиМуччи, Тони Фаше | 3:37         |
| 3. | «Do You Live in Fire»                              | Алан Ланкастер                  | 2:16         |
| 4. | «Hey Little Woman» (previously unreleased version) | Алан Ланкастер                  | 3:55         |
| 5. | «Are You Growing Tired of My Love»                 | Энтони Кинг                     | 3:38         |

| №  | Название                       | Автор(ы)                           | Длительность |
| -- | ------------------------------ | ---------------------------------- | ------------ |
| 1. | «Josie»                        | Дион Фрэнсис ДиМуччи, Тони Фаше    | 3:37         |
| 2. | «Do You Live in Fire»          | Алан Ланкастер                     | 2:16         |
| 3. | «Nothing at All» (демо-версия) | Алан Ланкастер, Боб Янг, Рой Лайнс | 2:22         |
| 4. | «The Price of Love»            | Дон Эверли, Фил Эверли             | 3:42         |

## Участники записи
- Фрэнсис Росси — вокал, гитара
- Рик Парфитт — гитара, вокал
- Алан Ланкастер — бас-гитара, вокал
- Джон Коглан — ударные
- Рой Лайнс — орган, вокал